# みりん

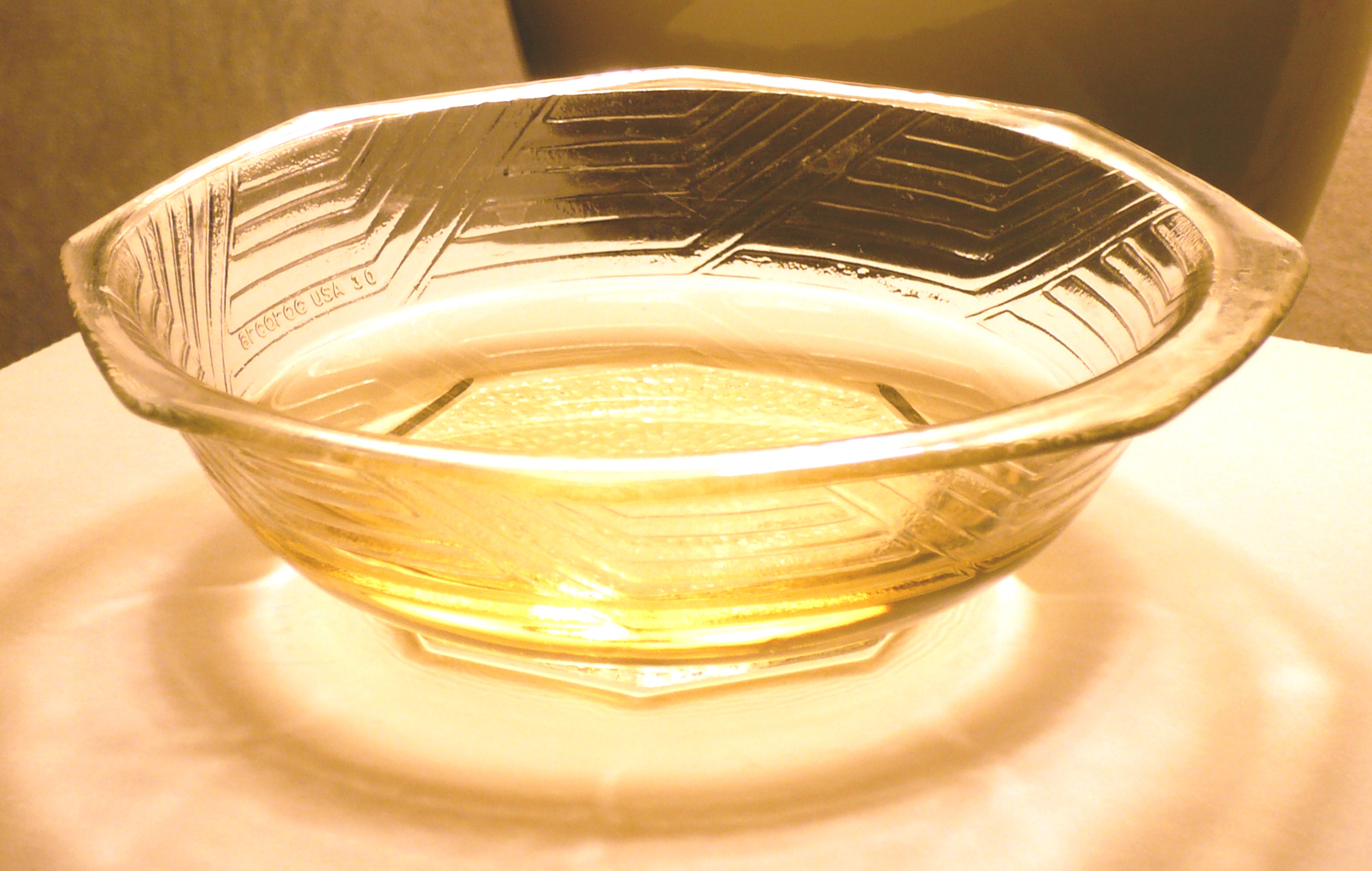
ガラス容器に取り出した味醂。古来の褐色の味醂と区別して「白味醂」とも呼ばれる。

みりん（味醂・味淋・味霖）は、日本料理の調味料や飲用に供される、アルコール度数が14パーセント前後で、エキス分を比較的多く含んだ酒である。常温常圧において、甘味を有した有色の液体という性状をしている。

## 製法
味醂の基本的な製法は、蒸したもち米に米麹を混ぜ、焼酎または醸造アルコールを加えて、60日間ほど室温近辺で熟成した物を、圧搾し、濾過する手順を踏む。

### 熟成に伴う味の変化
熟成期間中に、麹菌に由来するアミラーゼの作用により、もち米のデンプンがマルトースなどに分解され、甘味を生じる。さらに、麹菌はマルトースのようなオリゴ糖の加水分解酵素で、グルコースも遊離させるものの、熟成期間に入る前にエタノールを添加してある為、酵母によるアルコール発酵や、その他の微生物の活動もエタノールによって抑制される。結果として、糖分の消費が抑えられ、味醂には甘味が残る。
また麹菌に由来するプロテアーゼの作用により、タンパク質が分解されてアミノ酸が遊離し、味に影響を与える。さらに、コハク酸のような有機酸も遊離し、これも味に影響を与える。

### 副産物
味醂の製造過程で出た粕（もろみ）は、味醂粕、こぼれ梅と呼ばれる。糖類、アミノ酸、不溶性無窒素物（繊維を含む）、タンパク質等が豊富に含まれ、砂糖などを加えて食したり、菓子や甘酒、和え衣などで食用とされるが、その多くは漬け床、家畜飼料などとなる。なお、守口漬は明治時代以降、酒粕の代わりに味醂粕を使って製造した物が一般的となった。

## 保存方法
充分なエタノールを含む味醂は、日光を避けた場所であれば開封後も室温で保存できる。冷蔵庫で保存した場合は、温度が低いため、糖分が析出して白い塊が沈殿する。なお、糖分が析出した状態で使用しても、健康上の問題は発生しない。

## 種類と規制
味醂は、約40 - 50パーセントの糖分と、約14パーセントのエタノールを含有している。製造方法が異なるアルコール度数1パーセント未満である「みりん風調味料」と区別するため、通常の味醂は「本みりん」と呼称される。ただし、原料の蒸米については、もち米だけである必要はなく、うるち米を混ぜていても「本みりん」を名乗れる。
味醂の色調には歴史的な変遷が見られ、古くは褐色をしていた。しかし、製法の変化により色が淡い褐色になったため、色の薄い味醂を、白みりんと呼ぶ場合がある。
また、飲用にするためさらに焼酎を加え、エタノールの濃度を高めた味醂は「本直し」（ほんなおし）または「直し」（なおし）、「柳蔭」（やなぎかげ）と呼ばれる。
これら味醂は、日本の酒税法における分類では混成酒に分類され、酒税法により酒税が課される。酒税に加えて、日本では軽減税率の適用を受けず、2019年10月1日以降、消費税の税率は10パーセントが賦課されている。また、日本での製造や販売には、酒類免許が必要である。加えて、味醂の販売の際は二十歳未満ノ者ノ飲酒ノ禁止ニ関スル法律の規定により、営業者は「満20歳未満の者の飲酒を防止するための、年齢確認その他必要な措置」を行う必要がある。また、営業者は満20歳未満の者に対して、飲用目的と知りながら味醂を販売してはならないと定められている。

### 関連する調味料
類似の調味料が有るものの、材料や製法が違う事から成分が異なり、料理における効果も異なる。「みりん風調味料」と区別して、みりんのことを「本みりん」と呼んでいる。なお、「本みりん」という酒税法上の区分は存在しない。
みりん風調味料
日本では酒税のかからない、1パーセント未満のエタノールを含有した水をベースとして作られる。このベースに、味醂の風味に似せるべく、うま味調味料や水飴等の糖分その他を加えた調味料である。ほとんどエタノールを含有しないため、開栓後に外部から雑菌が混入すると、腐敗し易い。このため、冷暗所に保管し、なるべく早く使い切る必要がある。
日本で味醂を販売するためには酒類販売業免許が必要であり、一般のスーパーマーケットなどでも販売できるようなノンアルコールの「みりん風調味料」が登場した。みりん風調味料も日本料理などの味付けに用いられているものの、その特性は味醂と同じではない。
なお、みりん風調味料ならば、教義で飲酒が禁じられているイスラム教徒でも摂取できるため、ハラール対策の調味料目的としても用いられている。
発酵調味料
5 - 14パーセント程度のエタノールを含むものの、1.5パーセント以上の食塩を添加するという不可飲処理しているため、日本の酒税法では飲用の酒として扱われず、酒税が免除される。食塩を加えたことから塩みりん、加塩みりんとも称する。また、みりんタイプ調味料、醸造調味料とも呼ばれる。

## 用途

### 料理
味醂に含有されるエタノールが、魚等の生臭さを抑え、食材に味が浸透する助けをし、素材の煮崩れを防ぐ。また味醂に含有される糖分が、料理に甘みを加え、照焼きの艶を出し、加熱により良い香りを生じさせる。
調味料としては、江戸時代、元禄2年（1689年）の料理書『合類日用料理抄』にて、鳥醤に味淋酎を使用するという記述がある。これがミリンを料理に使用したとする初の記録である。また、文政年間には、八百善の主人である栗山善四郎が記した献立集『料理通』に、料理の風味を損なうアルコールを飛ばす「煮切る」ことに初めて言及された。

### 飲用
そのまま味醂を飲用するだけでなく、カクテルの材料の1つとして用いる例も見られる。さらに、白酒や屠蘇酒の材料としても使われる。また、梅酒などの混成酒を作る際に、ウメの成分を浸出させる溶媒として使う場合もある。
戦国時代には、上流階級で珍酒として飲まれていた。一般層が飲めるようになるのは江戸時代からである。
明治、大正時代には、下戸・女性に好まれる甘い滋養飲料として需要が拡大した。

## 歴史
味醂は元来、飲用を目的として製造された酒であり、江戸期に清酒が一般的になる以前は甘みの有る高級酒として飲まれていた。現在でも薬草を浸した物を薬用酒として飲用する（屠蘇、養命酒など）。
味醂のそもそもの起源に関しては諸説あり、確定的な説が無い。例えば、次のような説が知られている。
- 中国に実際存在し、清明の時代の書物『湖雅巻八造醸』に密淋（ミイリン）と記された甘い酒が、戦国時代頃に伝来したという説。『駒井日記』（1593年（文禄2年））がみりん（蜜淋）の名称が記された最も古い文献とされる[15]。また、1649年の『貞徳文集』には渡来したものとの記述がある[12][16]。現在でも浙江省に蜜酒という直糖分 20パーセント以上の酒があり、紹興酒の酒母を「淋飯酒」と言う。ここで使われる「淋」の字は「したたる」という意味である。ただ、現在では、味淋ではなく、味醂という表記が用いられる場合が多くなった。
- 日本に古くから存在した練酒、白酒などの甘い酒に腐敗防止策として焼酎が加えられたという説[14]。室町時代の京都相国寺鹿苑院蔭涼軒主の公用日記『蔭涼軒日録』（1466年）に、練貫酒という甘い酒が博多にあったと記述されており、これがミリンに発展したとする説がある[12]。

江戸時代に流山の醸造家が作り出したのが発祥とする説もある。
焼酎を用いた味醂の製法は、1695年に発表された『本朝食鑑』に記載されている。
1785年に発表された『萬寶料理秘密箱』の中の「赤貝和煮」の記述以降、蕎麦のつゆ、蒲焼のタレ、などに用いる調味料として使われ始めていった。
1943年（昭和18年）から8年間、第二次世界大戦中に物資不足から製造禁止、戦後に再開されたが贅沢品として重い酒税がなされた。そのため、塩を加えて酒税法を回避する塩みりんや調味料などででみりん風味とした新みりん（みりん風調味料）が製造された。また、日本酒級別制度による配給も行われた。
1940年代の日本では大衆の酒として、味醂は親しまれていた。その日本で1950年代以降に清酒やビール、ウイスキーが普及するにつれて、飲用を目的とした味醂の消費は消えていった一方で、調味料として味醂の使用が増加した。
時代と共に、そのエキス分が増すように姿を徐々に変えてゆき、現在の味醂の形になり、日本の一般家庭でも使われ出したのは第二次世界大戦後だと言われている。
1996年には販売免許の要件が緩和され、「みりん小売業免許」を申請して免許が与えられれば、ビールやウイスキーなどの酒類を扱っていないスーパーや食料品店でも、味醂を扱えるようになった。
2006年には、一般酒類小売業免許に統合され「みりん小売業免許」が廃止された。

## 本みりんの日
みりん業界では、11を「いい」、30を「みりん」の語呂あわせ「いいみりん」で、11月30日を「本みりんの日」とした。

## 主なみりんメーカー
明治時代には、3千近い免許場があった。
- 流山キッコーマン（千葉県流山市） - マンジョウ本みりん
- 三菱商事ライフサイエンス（東京都千代田区） - 天晴本みりん
- オエノンホールディングス（東京都墨田区） - 富貴本みりん
- 養命酒製造（東京都渋谷区） - 家醸本みりん
- 九重味淋（愛知県碧南市） - 九重桜
- ミツカン（愛知県半田市） - 本みりん
- 甘強酒造（愛知県海部郡蟹江町） - 甘強
- 宝酒造（京都府京都市伏見区） - タカラ本みりん
- キング醸造（兵庫県加古郡稲美町） - 日の出本みりん
- サクラオブルワリーアンドディスティラリー（広島県廿日市市） - ダルマ本みりん
- 本坊酒造（鹿児島県鹿児島市） - 宝星みりん

## その他
イタリアでは強烈に甘い菓子にリキュールを掛ける文化があるため、日本に来訪したイタリア人はみりんをアイスクリームにかけるものだと認識することがある。